# Westland Aircraft
Westland Aircraft var en brittisk flygplanstillverkare med säte i Yeovil, Somerset. Företaget bildades 1935 genom en avknoppning från Petters Ltd, men har tillverkat flygplan sedan 1915. Westland Aircraft hade endast begränsad framgång med sina egna konstruktioner, men blev i stället den största tillverkaren av Supermarine Spitfire. Efter krigsslutet inriktade sig Westland på tillverkning av helikoptrar och blev 1961 sammanslaget med helikopteravdelningarna av Bristol, Fairey och Saunders-Roe till det nya bolaget Westland Helicopters.

## Historia

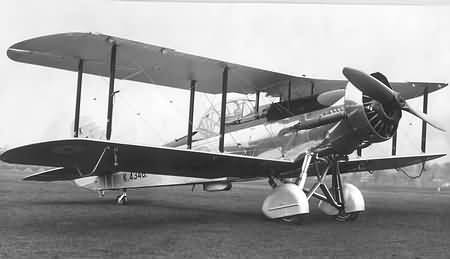
En Westland Wallace. Två flygplan av den här typen blev 3 april 1933 de första flygplanen att flyga över Mount Everest.

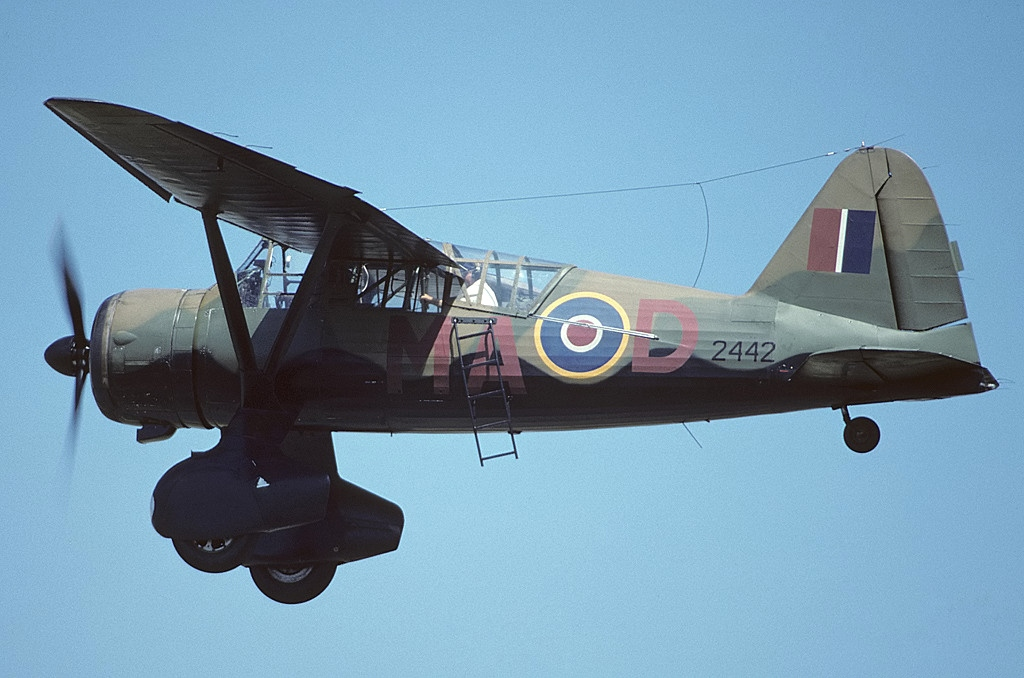
Westland Lysander gjordes känd genom vågade nattliga landningar på små undanskymda fält i det naziockuperade Frankrike.

Westland Aircraft Works bildades 1915 som en avdelning av Petters Ltd för att tillverka sjöflygplanet Short 184. Verksamheten expanderade snabbt till att tillverka flera modeller av Short Brothers, de Havilland och Vickers. De erfarenheter Westland fick av flygplanstillverkning gjorde att man 1917 kunde presentera sin första egna modell Westland N.1B. Under mellankrigstiden lanserade Westland flera nya modeller varav de flesta bara tillverkades i en handfull exemplar. De mest framgångsrika var spaningsflygplanet Westland Walrus, sportflygplanet Westland Widgeon samt de lätta bombflygplanen Westland Wapiti och Westland Wallace. Wapiti utmärkte sig genom att 1933 bli det första flygplan som flög över Mount Everest.
Under andra världskriget tillverkade Westland förutom sina egna flygplan Westland Lysander och Westland Whirlwind även Supermarine Spitfire. Efter att Supermarines egen fabrik i Southampton bombats under slaget om Storbritannien var Westland den största tillverkaren av Spitfire och bar också huvudansvaret för utvecklingen av den marina varianten Supermarine Seafire. Efter krigsslutet lanserade man attackflygplanet Westland Wyvern som också blev Westlands sista flygplan. I stället inriktade sig Westland helt på att tillverka helikoptrar, något som inte gillades av chefsingenjören W. E. W. Petter som gick över till English Electric.
Westlands första helikopter blev Westland Dragonfly som var en licenstillverkad kopia av Sikorsky H-5. Den följdes av Westland Wessex (baserad på Sikorsky H-34 men med gasturbindrift) och Westland Whirlwind (baserad på Sikorsky H-19 Chickasaw men även den med gasturbindrift). De egna konstruktionerna Westland Widgeon och Westland Westminster hade begränsad framgång.
Mellan 1959 och 1961 tvingade Storbritanniens regering många brittiska flygtillverkade att gå samman genom att skjuta upp inköp från tillverkare som motsatte sig att gå samman (något som ledde till konkurs för Handley Page). Westland Aircraft gick samman med helikopteravdelningarna av Bristol Aeroplane Company, Fairey Aviation Company och Saunders-Roe och bildade det nya bolaget Westland Helicopters.

## Produkter

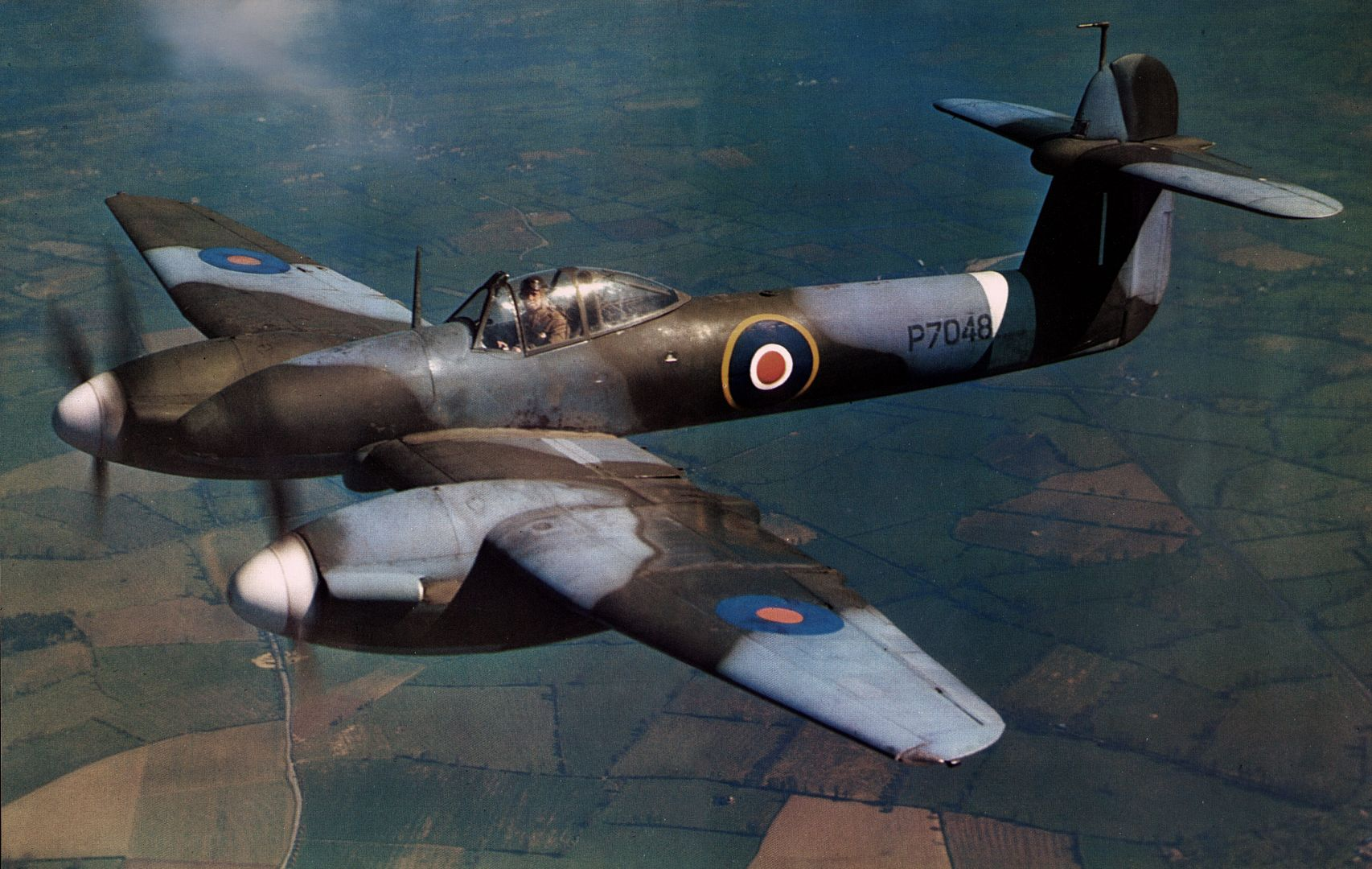
Westland Whirlwind var när den introducerades 1938 världens första tvåmotoriga jaktflygplan och därtill det tyngst beväpnade.

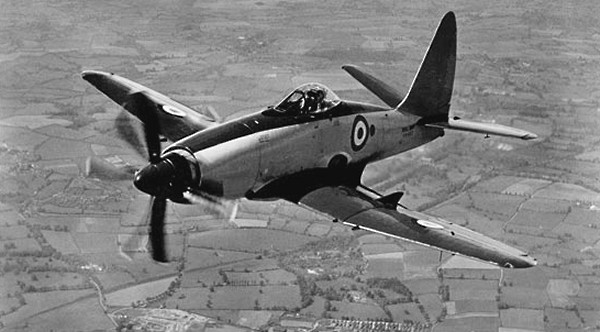
Westland Wyvern blev Westlands sista flygplan innan produktionen ställdes om till helikoptrar.

| Flygplan - Westland N.1B (1917) - Westland Wagtail (1918) - Westland Weasel (1918) - Westland Limousine (1919) - Westland Walrus (1921) - Westland Dreadnought (1924) - Westland Woodpigeon (1924) - Westland Widgeon (1924) - Westland Yeovil (1925) - Westland Wizard (1927) - Westland Westbury (1926) - Westland Wapiti (1927) - Westland Witch (1928) - Westland Interceptor (1929) - Westland IV (1929) - Westland Wallace (1931) - Westland Lysander (1936) - Westland Whirlwind (1938) - Westland Welkin (1942) - Westland Wyvern (1946) | Helikoptrar - Westland CL.20 (1935) - Westland Dragonfly (1948) - Westland Whirlwind (1953) - Westland Widgeon (1955) - Westland Wessex (1958) - Westland Westminster (1958) |